# 太宗台
座標: 北緯35度03分12秒 東経129度05分15秒 / 北緯35.053246度 東経129.087459度

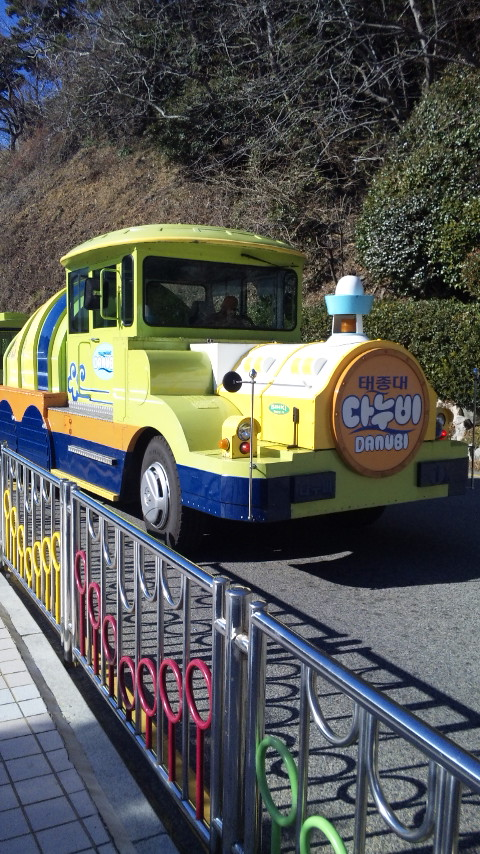
公園内列車形遊覧バス『タヌビ』

太宗台（テジョンデ、朝鮮語: 태종대）は、釜山広域市影島区にある景勝地。
東萊府誌の記録によれば、「新羅太宗武烈王が弓を射たことから由来しており、旱魃が続く際には雨乞いの儀式を行った所」という。大韓民国指定名勝第17号に釜山影島太宗台（プサンニョンドテジョンデ、朝鮮語: 부산 영도 태종대）として指定されている。

## 交通アクセス
釜山駅から
88番、101番バスに乗車、終点下車。
南浦洞から
8番、30番バスに乗車、終点下車。
運賃は、いずれも1,200ウォン（2012年12月現在）。